# 谢尔盖·捷列先科
谢尔盖·亚历山德罗维奇·捷列先科（俄语：Сергей Александрович Терещенко；1951年3月30日—2023年2月10日），乌克兰族，哈萨克斯坦政治家。1991年至1994年担任哈萨克斯坦总理。

## 生平
- 1951年3月30日出生于苏联滨海边疆区列索扎沃茨克。
- 1969年-1973年，哈萨克农业大学学习，获机械工程学士学位。
- 1973年-1975年，哈萨克苏维埃社会主义共和国南哈萨克斯坦州吐尔克巴斯区古比雪夫集体农庄工程师。1975年加入苏联共产党。
- 1975年-1979年，共青团吐尔克巴斯区团委第一书记。
- 1979年-1981年，哈共南哈萨克斯坦州吐尔克巴斯区委书记。
- 1981年-1983年，哈共南哈萨克斯坦州布贡斯基区委第二书记。
- 1983年-1985年7月，哈共南哈萨克斯坦州伦格斯基区委第一书记。
- 1985年7月-1985年12月，哈共中央委员会党组工作部巡视员。
- 1985年12月-1986年7月，哈共南哈萨克斯坦州奇姆肯特区委第一书记。
- 1986年7月-1989年11月，奇姆肯特区政府区长。1987年毕业于阿拉木图高等党校。
- 1989年11月-1990年2月，哈萨克苏维埃社会主义共和国部长会议第一副主席。
- 1990年2月-4月，哈萨克苏维埃社会主义共和国最高苏维埃第一副主席。
- 1990年4月-5月，哈萨克苏维埃社会主义共和国副总统，总统办公室主任。
- 1990年5月-1991年9月，哈共南哈萨克斯坦州委第一书记，南哈萨克斯坦州苏维埃主席。
- 1991年10月-12月，哈萨克苏维埃社会主义共和国总理。
- 1991年12月-1994年10月，哈萨克斯坦总理。
- 1994年10月起，国际一体化基金会主席。该基金的主要目标是为地缘整合进程和哈萨克斯坦平等进入现代世界的单一经济、政治和文化空间提供援助。该基金拥有150多家子公司，直接参与农产品的生产和销售。
- 1998年-1999年，纳扎尔巴耶夫总统事务助理委员会主席，负责选举对策，帮助纳扎尔巴耶夫竞选连任。[2]
- 1999年3月-2002年10月，祖国之光党代主席。
- 2002年11月起，哈萨克斯坦民族委员会副主席。
- 2004年4月起，哈萨克斯坦保险业协会主席。

捷列先科是苏共28大代表；第28届中央委员；第11-12届哈萨克苏维埃社会主义共和国最高苏维埃代表。他爱好读书，有两个女儿。

## 荣誉
苏联：
- 开垦处女地奖章

哈萨克斯坦：
- 哈萨克斯坦一级友谊勋章
- 哈萨克斯坦二级巴里斯勋章
- 哈萨克斯坦和平与和谐总统奖
- 哈萨克斯坦劳动英雄称号
- 哈萨克斯坦法拉比国家科学奖（2019）
- 阿拉木图荣誉市民
- 南哈萨克斯坦州荣誉市民

俄联邦：
- 俄罗斯友谊勋章